# Новоборовичи
Новоборовичи — исчезнувший посёлок в Родинском районе Алтайского края. Располагался на территории современного Раздольненского сельсовета. Упразднён в 1957 году.

## География
Располагался в 7,5 км к юго-западу от села Раздольное.

## История
Основан в 1908 году. В 1928 году посёлок Ново-Боровичи состоял из 71 хозяйства. В составе Ивановского сельсовета Родинского района Славгородского округа Сибирского края.

## Население
По переписи 1926 г. в посёлке проживало 368 человек (192 мужчины и 176 женщин), основное население — украинцы.